# 2083年8月13日日食
2083年8月13日日食为一次在协调世界时2083年8月13日出現的一次日偏食。該次日食食分為0.6146。

## 概述
這次日食的食分是0.6146。

## 基本參數
- 類型：日偏食
- 食最大地點資料：
  - 日期：2083年8月13日
  - 時間：12時34分41秒
  - 地點：62S 67W
  - 食分：0.6146

## 外部連結
- NASA未來日食資料（页面存档备份，存于）
- 可見區域圖和時間統計：由弗雷德·埃斯佩纳克做出的日食預報，NASA/GSFC
  - Google互動地圖呈現的日食範圍
  - 貝塞爾元素